# 兵庫農業短期大学
兵庫農業短期大学（ひょうごのうぎょうたんきだいがく、英語: Hyogo Agricaltural College）は、兵庫県加古川市平岡町新在家に本部を置いていた日本の公立大学である。1951年に設置され、1957年に廃止された。大学の略称は兵農短。

## 概要

### 大学全体
- 兵庫県加古川市に所在した日本の公立短期大学で、設置主体は兵庫県。
- 1951年に兵庫県立農業短期大学として開学し、学科数の増減はなし。
- 1955年度の入学生を最後に[注釈 2]、1958年に短期大学としての使命を終える[注釈 3]

### 教育および研究
- 兵庫農業短期大学は農業に特化した教育が行われていた。

### 学風および特色
- 兵庫農業短期大学は、兵庫県立農業高等学校の校舎を借用していた[4]。

## 沿革
- 1951年
  - 1月31日 左記を以て文部省[注 1]より短期大学の設置が認可される[5]。
  - 4月1日 兵庫県立農業短期大学（ひょうごけんりつのうぎょうたんきだいがく）としてが以下の学科体制にて開学[6]。
    - 農業科
      - 農業専攻 入学定員40名
      - 園芸専攻 入学定員40名
- 1952年
  - 1月29日 教職課程の設置が認められる[7]。
- 1953年
  - 4月1日 兵庫農業短期大学と改称される[8]。
- 1954年
  - 5月1日 学生数[9]/定員
    - 農業科 143[注釈 4]/160
- 1955年
  - 4月1日 この年度で短期大学としての学生募集を最終とする[注釈 2]。
- 1956年
  - 3月31日 兵庫農科大学短期大学部（ひょうごのうかだいがくたんきだいがくぶ）と改名される[1]。
- 1957年
  - 4月18日 左記をもって正式に廃止となる[注釈 3]。

## 基礎データ

### 所在地

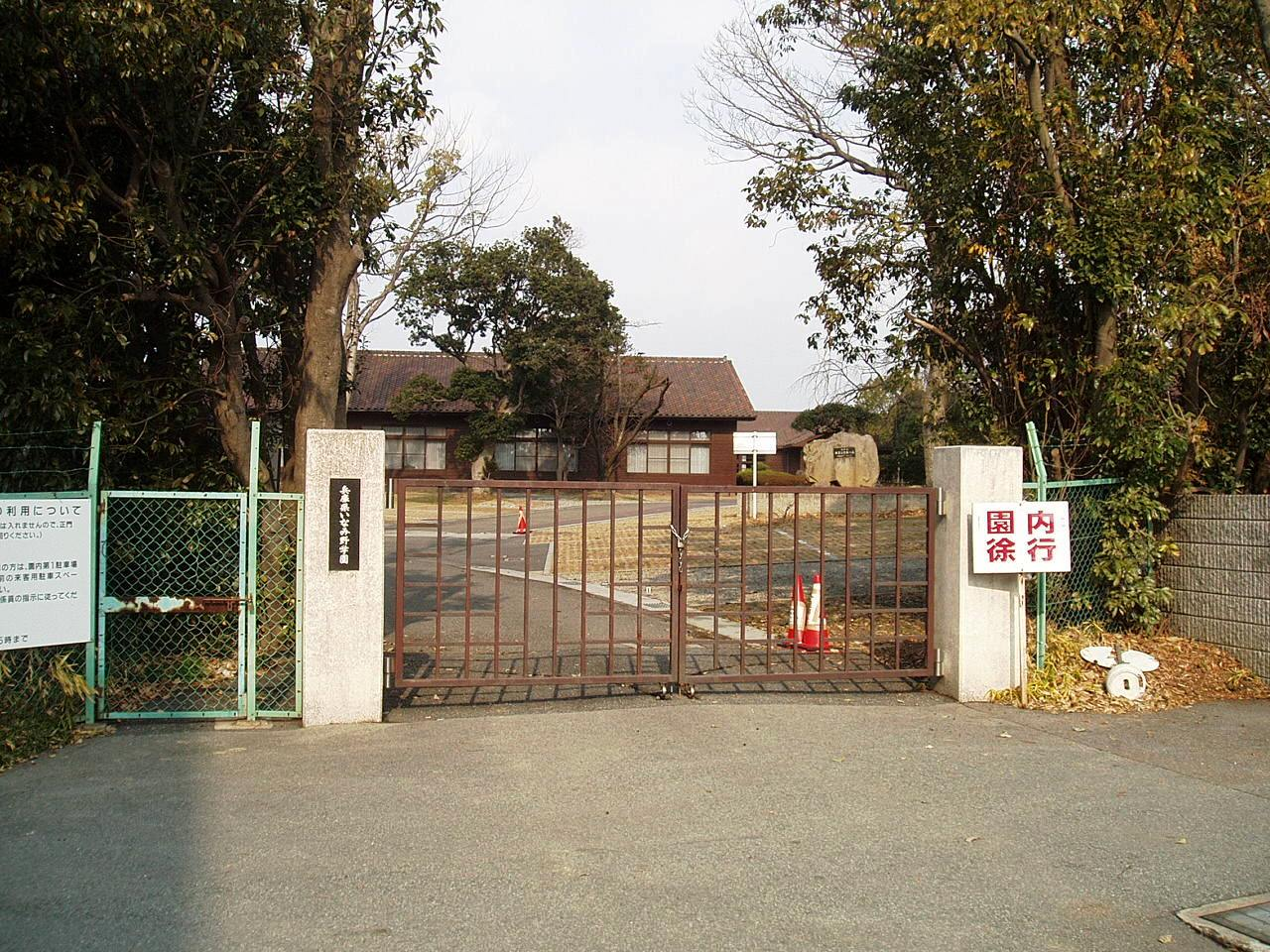
跡地、兵庫県いなみ野学園西門

- 兵庫県加古川市平岡町新在家[注釈 1]

## 教育および研究

### 組織

#### 学科
- 農業科
  - 農業専攻[注釈 5]
  - 園芸専攻[注釈 5]

#### 専攻科
- なし

#### 別科
- なし

#### 取得資格について
- 教職課程として中学校教諭二級免許状（理科・職業）、高等学校教諭免許状（理科・農業）が設けられていた[注 2]。

### 研究
- 『研究蒐録』[16]

## 大学関係者と組織

### 系列校
- 兵庫県立農業高等学校
- 姫路短期大学
- 姫路工業大学

## 附属学校
- 当時、兵庫農業短期大学附属高等学校を擁していた[17]。

## 関連サイト
- 農学部の前身|神戸大学